# 알렉산드로스 석관

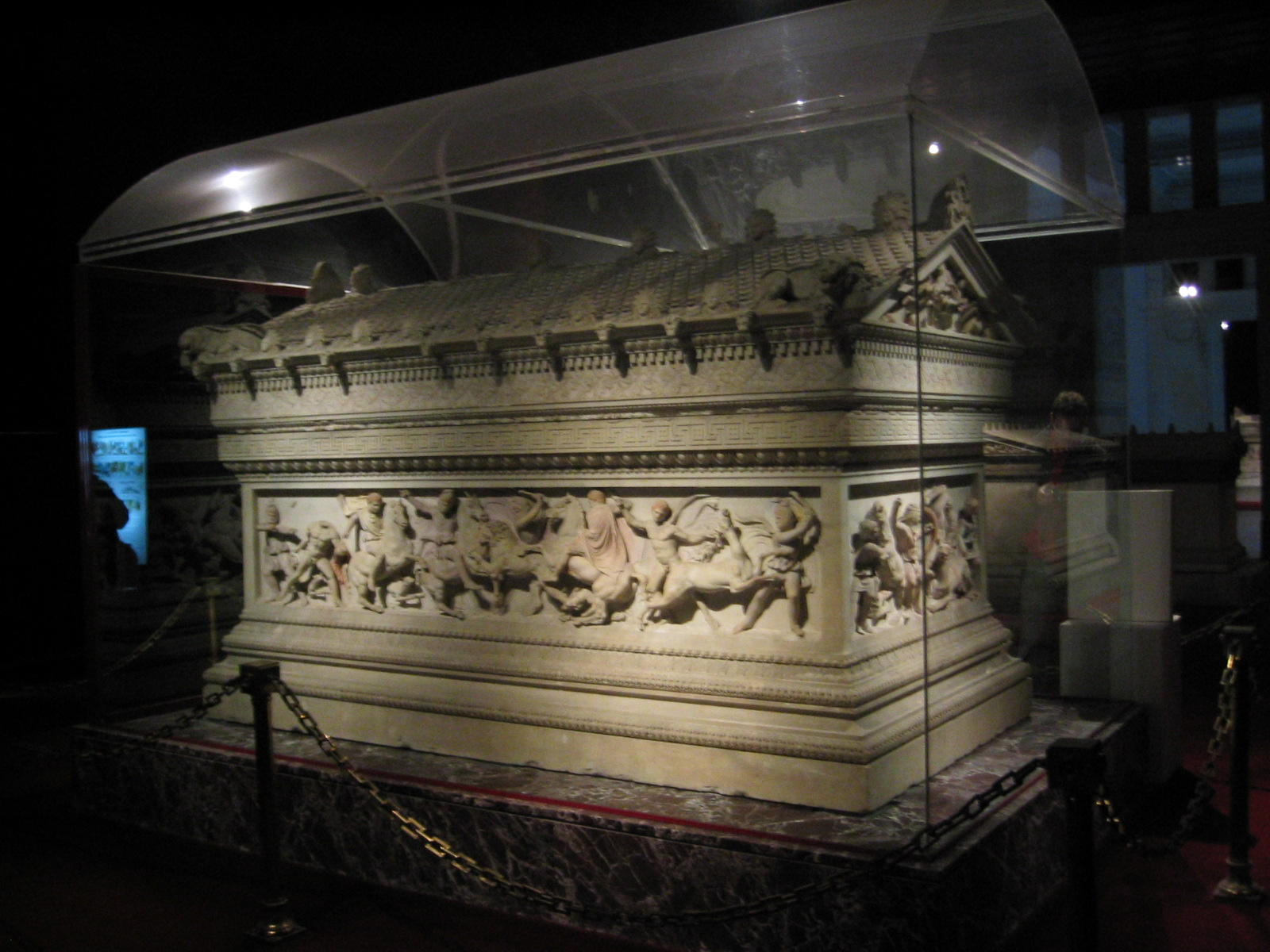
알렉산드로스 석관

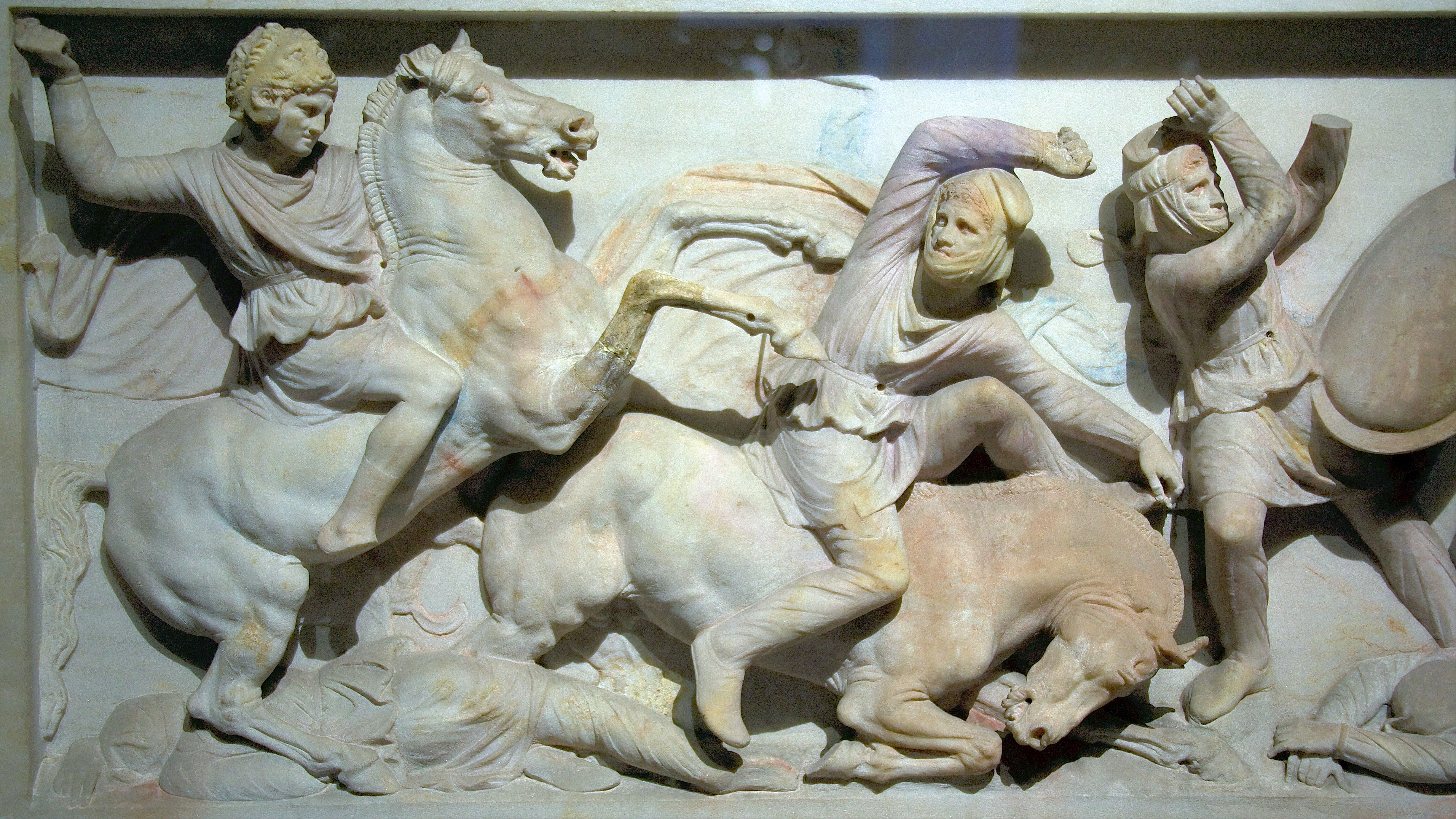
석관의 긴쪽 중 한 곳에 묘사된 페르시아인을 패퇴시키는 알렉산드로스

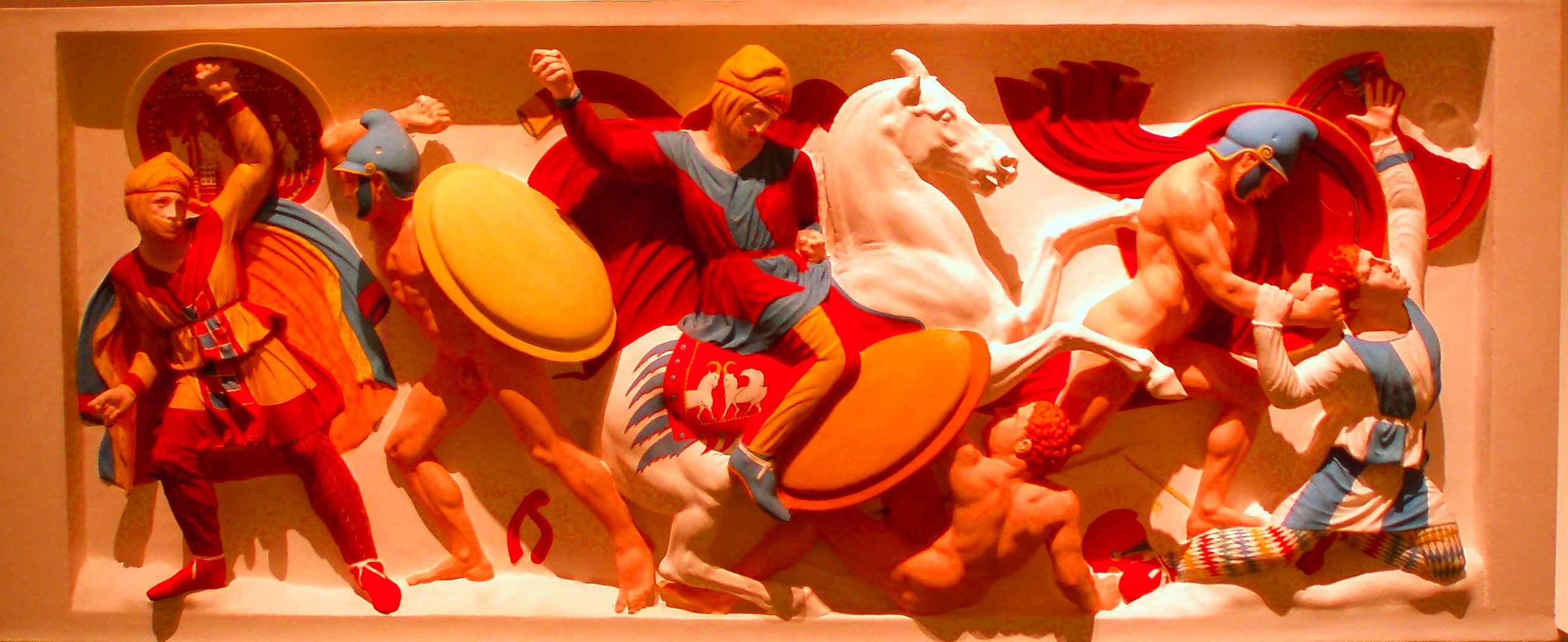
석관의 짧은 쪽 중 하나를 채색본으로 복원한 모습

알렉산드로스 석관은 알렉산드로스 대왕의 조각이 새겨진 저부조로 장식된 기원전 4세기 말 헬레니즘 시기의 석제 사르코파구스이다.  놀라울만큼 잘 보존되어 있어있고 높은 심미학적 작품으로서 칭송받고 있다. 이스탄불 고고학 박물관의 가장 뛰어난 소장품으로 여겨진다.

## 역사

### 발견과 설명

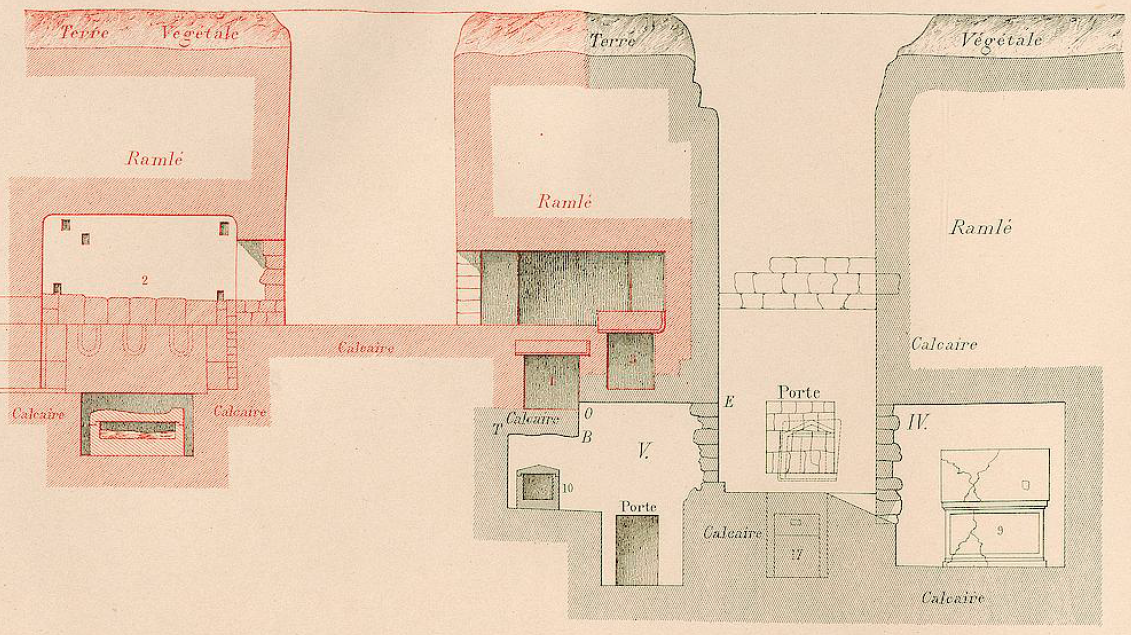
아이야 네크로폴리스의 단면. 알렉산드로스 석관은 밑에서 가운데.

알렉산드로스 석관은 두 개씩 짝을 이루는 상당한 장식이 새겨져 있는 4개의 사르코파구스 중 하나이며, 1887년 레바논 시돈 인근의 네크로폴리스에서 그리스계 오스만인 오스만 함디 베이와 아르메니아계 오스만인 예르반트 보스칸에 의한 발굴 작업 중에 발견되었다. 본래는 이수스 전투가 끝나고 바로 알렉산드로스가 임명한 시돈의 왕 아브달로니모스의 석관으로 생각되었고, 카를 셰포트가 리시포스 양식의 영향을 받지 않은 여전히 고전기 양식임을 들어, 아브달로니모스가 죽기 이전의 것으로 증명되었다. 발데마르 헤켈는 이 석관이 페르시아 귀족이자 바빌론 총독이던  마자에우스의 것으로 만들어졌다고 주장했다. 셰포트에 의하면 아티카 양식이 사용됨을 들어 이오니아인 조각가들에 의해 만들어졌다고 여기는 한편 밀러는 시돈에서 작업된 로도스인 작업장에서 만들어졌을 것이라 추정했다.

## 구조
석관은 다색의 흔적을 가지고 있는 펜텔리콘 대리석으로 그리스 신전 양식을 따 만들어졌다.
석관의 긴쪽에 있는 조각들은 알렉산드로스 대왕이 이수스 전투에서 페르시아군과 싸우는 걸 묘사했다. 폴크마르 폰 그라에베는 나폴리의 유명한 알렉산드로스 모자이크와 견주었고, 에레트리아의 필록세노스의 소실된 공통의 원안에서 두 작품이 전래되었다고 결론지었다. 알렉산드로스는 머리에 사자 가죽을 쓰고 말을 탄체 페르시아 기병을 향해 창을 던지려는 준비를 하고 있는 모습을 보여주고 있다.  폰 그라에베가 동의한 조각들의 “역사성”은 신화적 전투나 왕실의 사냥이보다 덜 강조된 카를 셰폴트의 것으로 보이며, 일부 학자들은 가운데에서 가까운 두 번째 말을 탄 마케도니아인 조각상이 알렉산드로스의 오랜 절친 헤파에스티온을 나타낸다고 믿는다. 세번째 말을 탄 마케도니아인 조각상은 자주 페르디카스로 여겨진다.
반대편의 긴 면에서는 알렉산드로스와 마케도니아인들이 아브달로니모스와 페르시아인들과 함께 사자를 사냥하는 모습을 보인다.
짧은 면의 끝은 눈을 신화속의 사자를 사냥하는 모습을 향하게 하는데, 한쪽 짧은 면은 아브달로니모스가 표범을 사냥하는 장면을 묘사하고, 다른 짧은 면은 가자 전투으로 일거 같은 전투 장면을 묘사하는데, 이 페디먼트 위에 있는 쪽은 페르디카스의 죽음을 보여준다. 지붕 위의 페디먼트는 교전 중에 아브달로니모스를 나타낸다.